# Scymnus renoicus
Scymnus renoicus är en skalbaggsart som beskrevs av Thomas Casey 1899. Scymnus renoicus ingår i släktet Scymnus och familjen nyckelpigor. Inga underarter finns listade i Catalogue of Life.